# Будешть (комуна, Марамуреш)
Будешть, Будешті (рум. Budești) — комуна у повіті Марамуреш в Румунії. До складу комуни входять такі села (дані про населення за 2002 рік):
- Будешть (2547 осіб) — адміністративний центр комуни
- Сирбі (923 особи)

Комуна розташована на відстані 401 км на північний захід від Бухареста, 28 км на схід від Бая-Маре, 109 км на північ від Клуж-Напоки.

## Населення
За даними перепису населення 2002 року у комуні проживали 3470 осіб.
Національний склад населення комуни:
| Національність | Кількість осіб | Відсоток |
| -------------- | -------------- | -------- |
| румуни         | 3466           | 99,9%    |
| угорці         | 3              | 0,1%     |
| українці       | 1              | < 0,1%   |

Рідною мовою назвали:
| Мова      | Кількість осіб | Відсоток |
| --------- | -------------- | -------- |
| румунська | 3467           | 99,9%    |
| угорська  | 3              | 0,1%     |

Склад населення комуни за віросповіданням:
| Релігія        | Кількість осіб | Відсоток |
| -------------- | -------------- | -------- |
| православні    | 3229           | 93,1%    |
| греко-католики | 154            | 4,4%     |
| баптисти       | 4              | 0,1%     |
| п'ятдесятники  | 2              | 0,1%     |
| римо-католики  | 1              | < 0,1%   |
| реформати      | 1              | < 0,1%   |

## Зовнішні посилання
- Дані про комуну Будешть на сайті Ghidul Primăriilor [Архівовано 12 грудня 2011 у Wayback Machine.]